# Classe Kaiser Max
La classe Kaiser Max, fut la deuxième classe de cuirassés construite dans la deuxième moitié du XIXe siècle pour la marine austro-hongroise. 

Elle comprenait trois cuirassés de 2e classe qui furent commandés au chantier naval Stabilimento Tecnico Triestino à Trieste, et lancés en 1862. 

En 1873-74 les trois navires furent officiellement reconstruits (en réalité démolis, leur nom étant réattribué à de nouveaux navires), formant la classe Ersatz Kaiser Max lancée en 1875-77.

## Conception
Cette classe de navire de guerre à vapeur est une évolution de la classe Drache, des navires de guerre en bois munis d'une armure en plaques de fer ou d'acier. En raison de leur structure en bois, leur espérance de vie restait assez courte (entre 10 et 15 ans).

Ce sont des trois-mâts barques avec une voilure de 1 090 m2 et d'un moteur auxiliaire à vapeur. Ils possédaient aussi un bélier puissant  pour les éperonnages.

L'artillerie était faite de canons lisses chargés par la bouche. En 1867, chaque navire obtiendra des canons rayés pour le calibre de 180 mm.

## Histoire
Les trois navires de cette classe participèrent à la bataille de Lissa en 1866 contre la flotte italienne.
La politique budgétaire rendant difficile l'obtention de fonds pour construction de nouveaux navires, les autorités navales usèrent d'un subterfuge et obtinrent de pouvoir « rénover » les trois navires de la classe ; ceux-ci furent cependant en réalité démolis, seules une partie de leur blindage et leurs machines étant réutilisés pour construire les trois nouveaux navires de la classe classe Ersatz Kaiser Max.

## Les unités de la classe
| Classe Kaiser Max      | Classe Kaiser Max                      | Classe Kaiser Max | Classe Kaiser Max | Classe Kaiser Max | Classe Kaiser Max         | Classe Kaiser Max |
| Nom                    | Chantier naval                         | Mise en chantier  | Lancement         | Armement          | Fin                       | Photo             |
| ---------------------- | -------------------------------------- | ----------------- | ----------------- | ----------------- | ------------------------- | ----------------- |
| SMS Don Juan d'Austria | Stabilimento Tecnico Triestino Trieste | 1er octobre 1861  | 26 juillet 1862   | 1er janvier 1863  | démoli en 1873            |                   |
| SMS Kaiser Max         | Stabilimento Tecnico Triestino Trieste | 1er octobre 1861  | 14 avril 1862     | 1er janvier 1863  | rayé le 1er janvier 1873  |                   |
| SMS Prinz Eugen        | Stabilimento Tecnico Triestino Trieste | 1er octobre 1861  | 14 juin 1862      | 1er mars 1863     | rayé le 1er novembre 1873 |                   |

### Crédits
- (da) Cet article est partiellement ou en totalité issu de l’article de Wikipédia en danois intitulé « SMS Kaiser Max (1862) » (voir la liste des auteurs).
- (da) Cet article est partiellement ou en totalité issu de l’article de Wikipédia en danois intitulé « SMS Juan de Austria (1862) » (voir la liste des auteurs).
- (da) Cet article est partiellement ou en totalité issu de l’article de Wikipédia en danois intitulé « SMS Prinz Eugen (1862) » (voir la liste des auteurs).